# Paraclaravis geoffroyi
La tortolita alipúrpura (Paraclaravis geoffroyi), también conocida como palomita morada o palomita plomiza,  es una especie de ave columbiforme de la familia Columbidae. Su hábitat es principalmente la mata atlántica en el sureste de Brasil, el extremo oriental de Paraguay y noreste de Argentina (Misiones solamente).
Está en peligro crítico de extinción por la pérdida de su hábitat y posiblemente por el comercio de aves silvestres. Hay pocos avistamientos recientes y la población total se estima de 50 a 249 ejemplares. No tiene subespecies reconocidas.